# Onthophagus yangi
Onthophagus yangi es una especie de insecto del género Onthophagus, familia Scarabaeidae, orden Coleoptera.
Fue descrita científicamente por Masumoto, Tsai & Ochi en 2006.